# Суриково (Красноярский край)
Суриково — село в Бирилюсском районе Красноярского края России. Административный центр Суриковского сельсовета. Находится к югу от реки Кемчуг, примерно в 42 км к востоку от районного центра, села Новобирилюссы, на высоте 213 метров над уровнем моря.
Был посёлком городского типа с 1965 по 1974 год под названием «Сурикова».

## Население
| 1970 | 2010 |
| ---- | ---- |
| 2275 | ↘699 |

Гендерный состав
По данным Всероссийской переписи населения 2010 года 319 мужчин и 380 женщин из 699 чел.

## Улицы
Уличная сеть села состоит из 12 улиц.